# Бердо

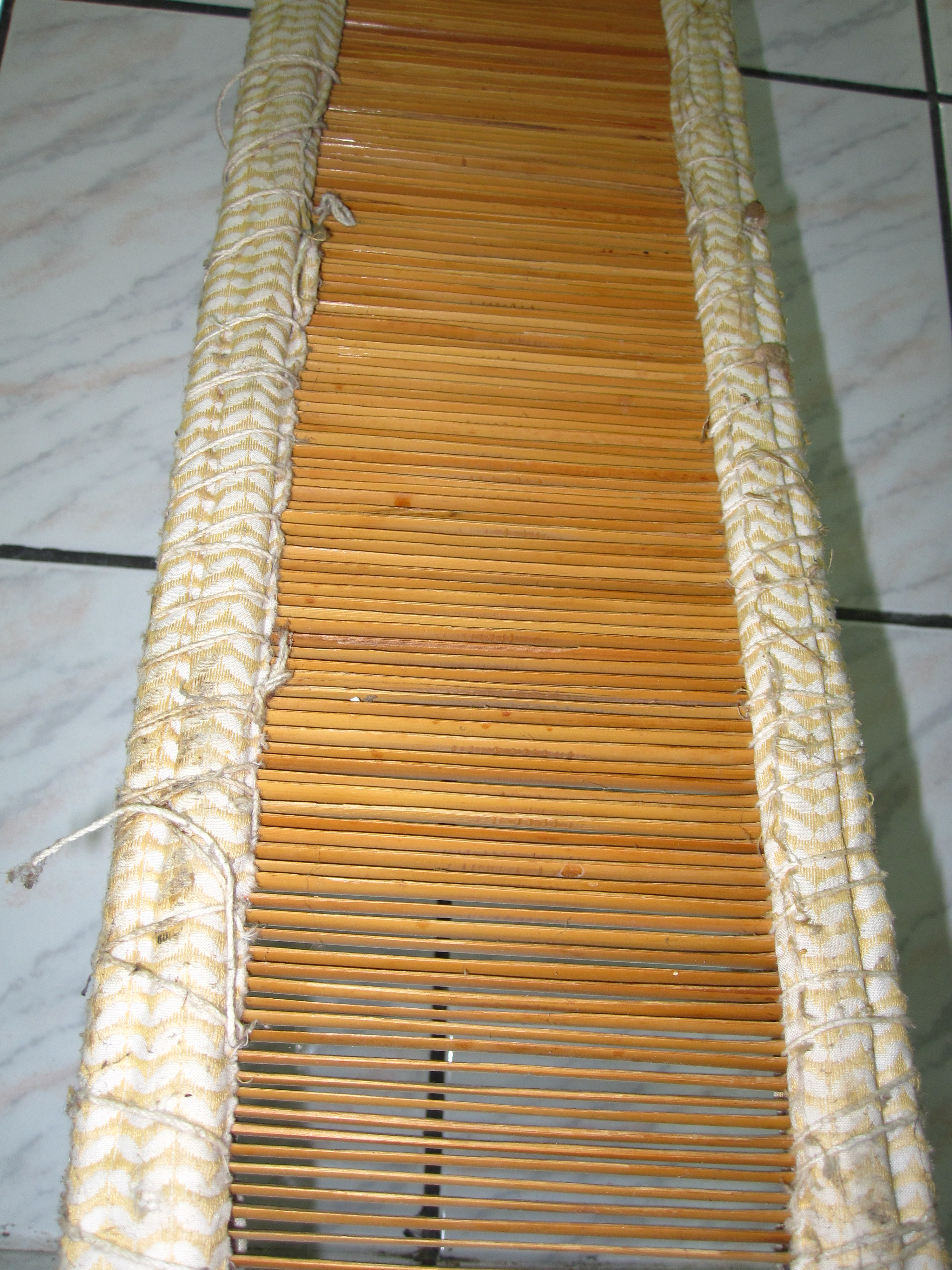
Бердо ручного ткацького верстата

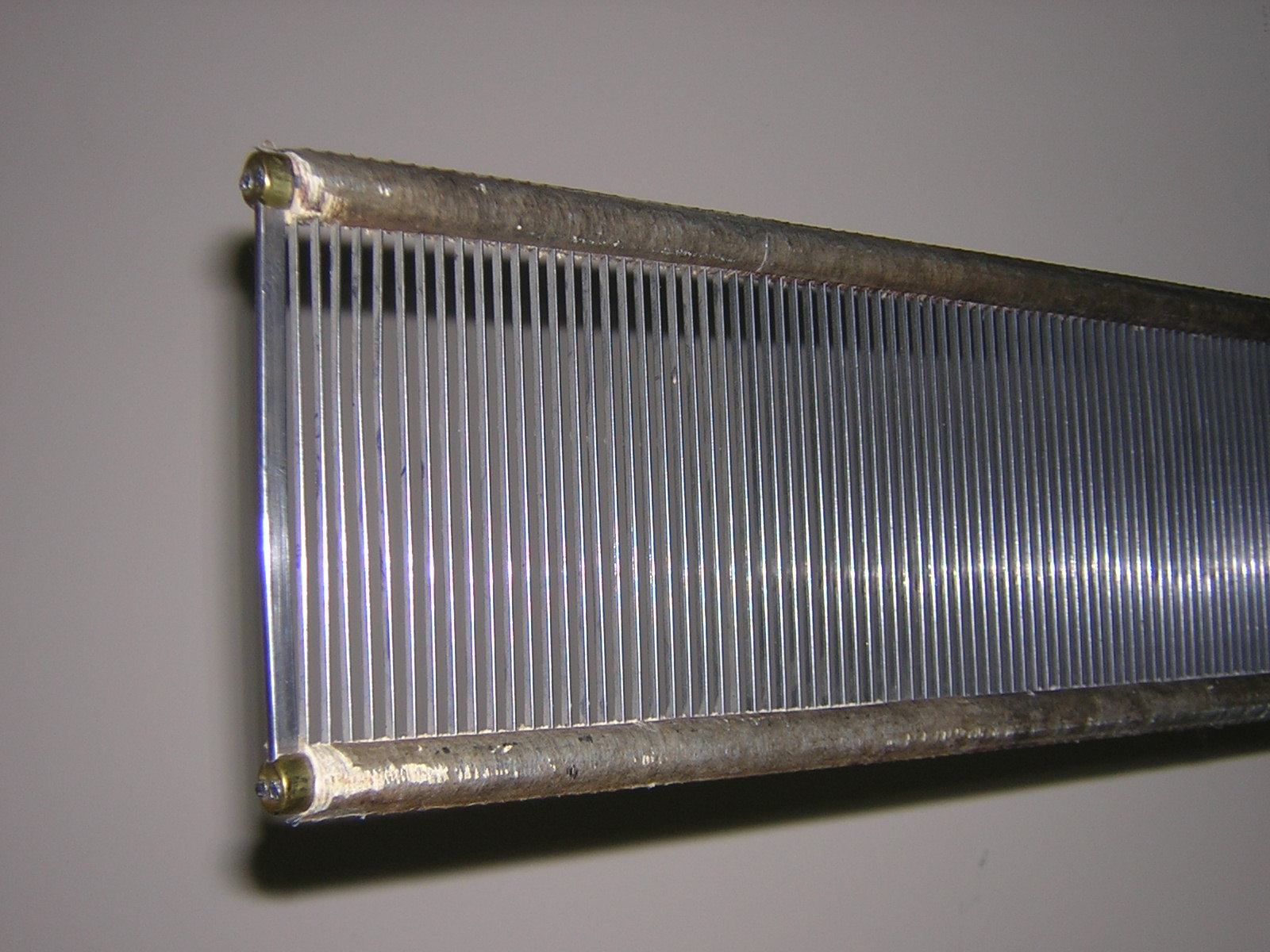
Сучасне бердо

Бе́рдо, заст. блят (від нім. Blatt — «дошка», «бердо») — деталь ткацького верстата, частина ляди. Слугує для ущільнення ниток утоку — шляхом підбивання однієї до однієї. Бердо не слід змішувати з ремізкою («начинням») — пристроєм для утворення зіва в нитках основи.

## Історія
Відоме з давніх часів: українське слово «бердо» походить від прасл. *bьr̥do. Спочатку бердо мало вигляд простої дощечки, якою ущільняли нитку утоку, згодом воно набуло форми гребеня, а ще пізніше — сучасного берда з двома рамками. Історично берда виготовляли зі стеблин очерету, тростини (це залишило відбиток в англійській термінології: англ. reed означає як «очерет», так і «бердо»; а також в українському терміні тростки). Сучасні виготовляють із сталевого нержавкого дроту, сплющеного вальцюванням.
Майстрів, що виготовляли берда, називали бе́рдниками.

## Опис
Зазвичай бердо являє собою пласку дощечку з кількома десятками вертикальних щілин. Горизонтальні планки називаються листви чи бильця, зубці — троща, трость чи тростки (на Галичині були відомі як сказівки), а проміжки між зубцями — комірки. Бердо вставляється у заглибину нижнього бруска ляди й притискується зверху верхнім бруском. Між зубцями берда проходять нитки основи: за допомогою закріпленого на шнурі гачка («ключки») їх проводять через комірки і через вічка рукавів начиння і кріплять до верхнього навою.
Берда сучасних верстатів встановлюються у верхній частині ляди, фіксуються притискною планкою з гвинтами. Від частоти розташування зубів (від 2,5 до 40 зубів на 1 см) залежить щільність основи, тобто число ниток на одиницю ширини тканини.
Довжина тросток залежить від типу тканин і типу верстата. У берда механізованого бавовняного верстата їхня довжина становить близько 90 мм.
Бердом ущільнюють утокову нитку: після прокладення утоку через зів ниток основи майстер тягне раму ляди на себе, прибиваючи зубцями берда утокову нитку до прокладеної раніше. У механічних верстатах рухи ляди здійснюються автоматично, за допомогою приєднаних до вала шатунів (застосовуються також кулісний, ексцентриковий і кулачковий механізми).
Окрім берд для ткацьких верстатів, існують невеликі берда, призначені для ткання поясів. На зубцях таких берд зроблені отвори, через яких проходить половина ниток основи. Переміщаючи бердечко уверх-униз, розсувають нитки основи і простромляють між ними утік.

## Прислів'я
- Ситник (шильник) берднику не товариш[10]

## Галерея

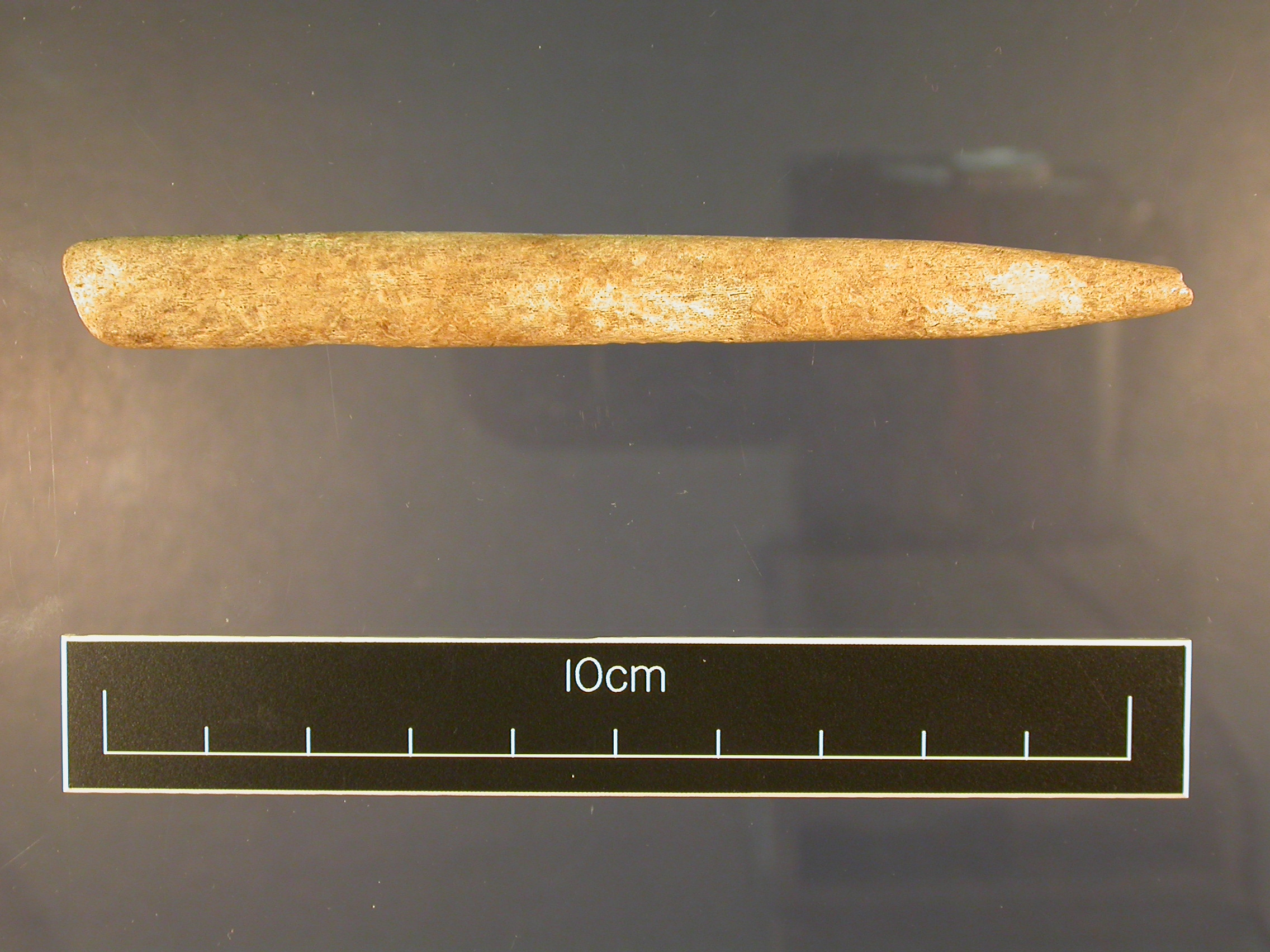
Примітивне бердо горизонтального верстата у вигляді кістяного стрижня.
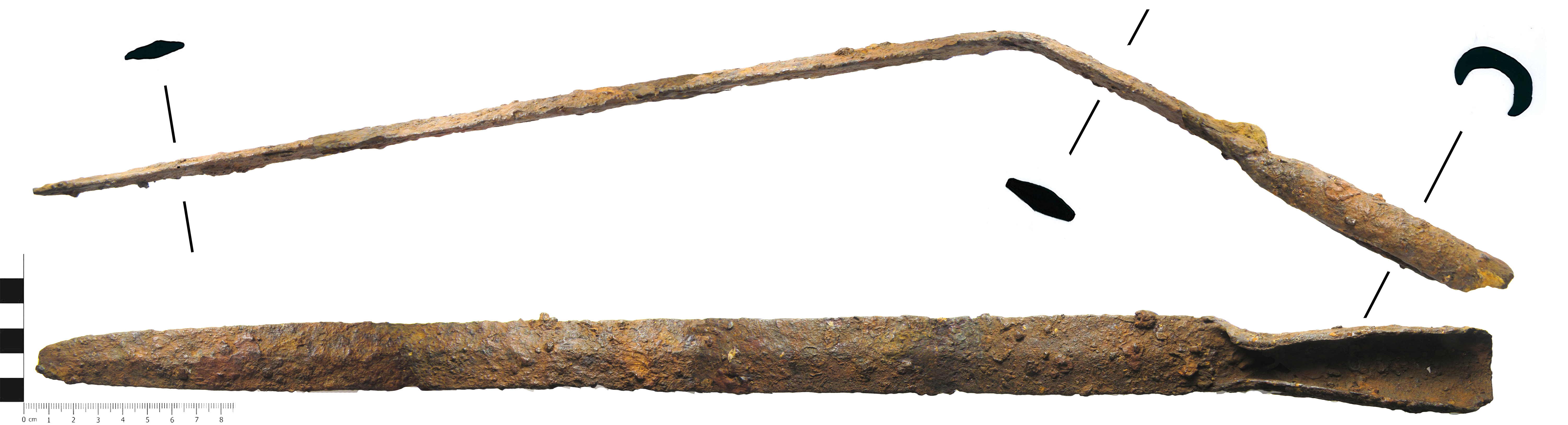
Примітивне бердо-мечик.
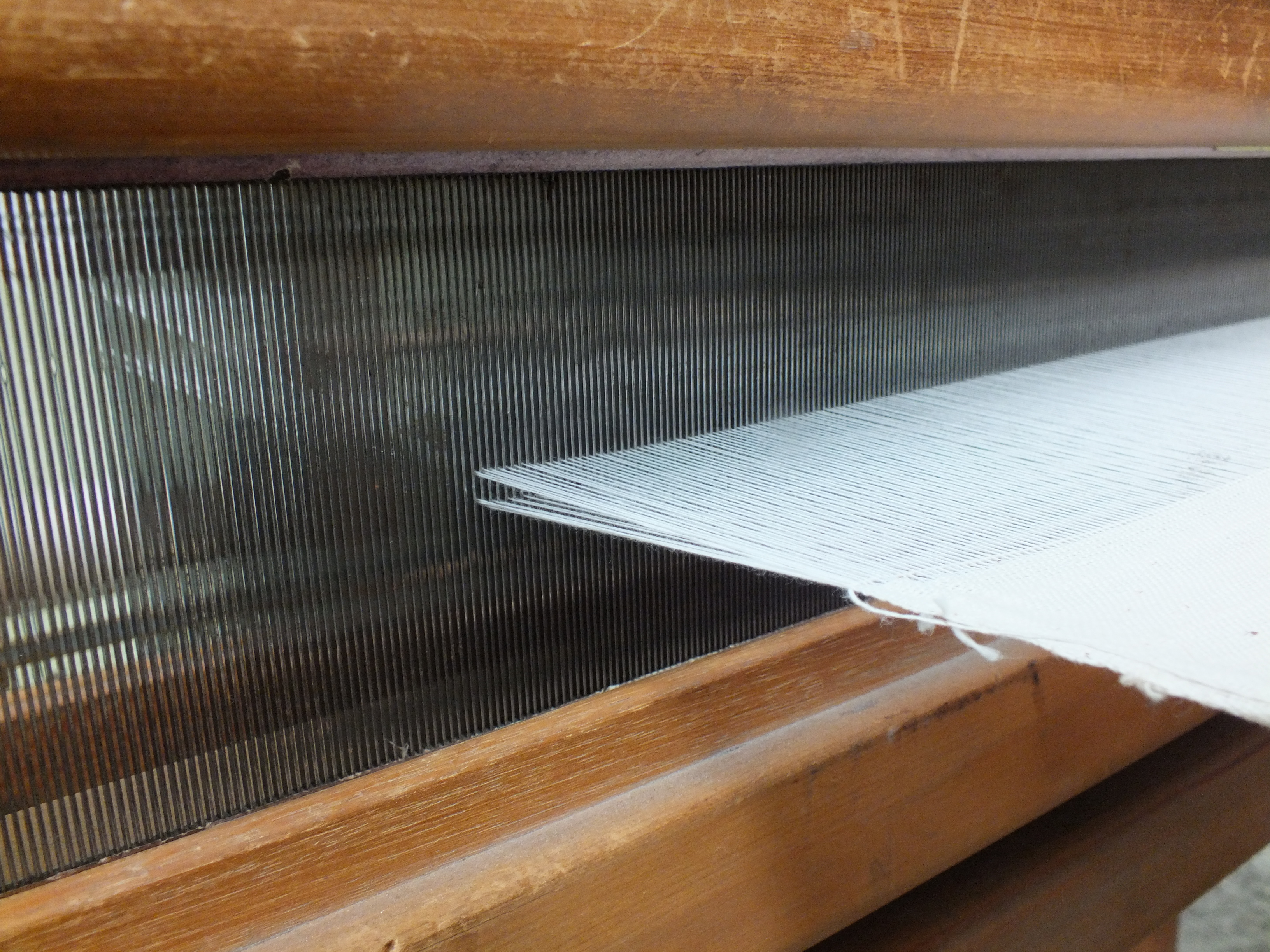
Нитки основи, що проходять через комірки берда.
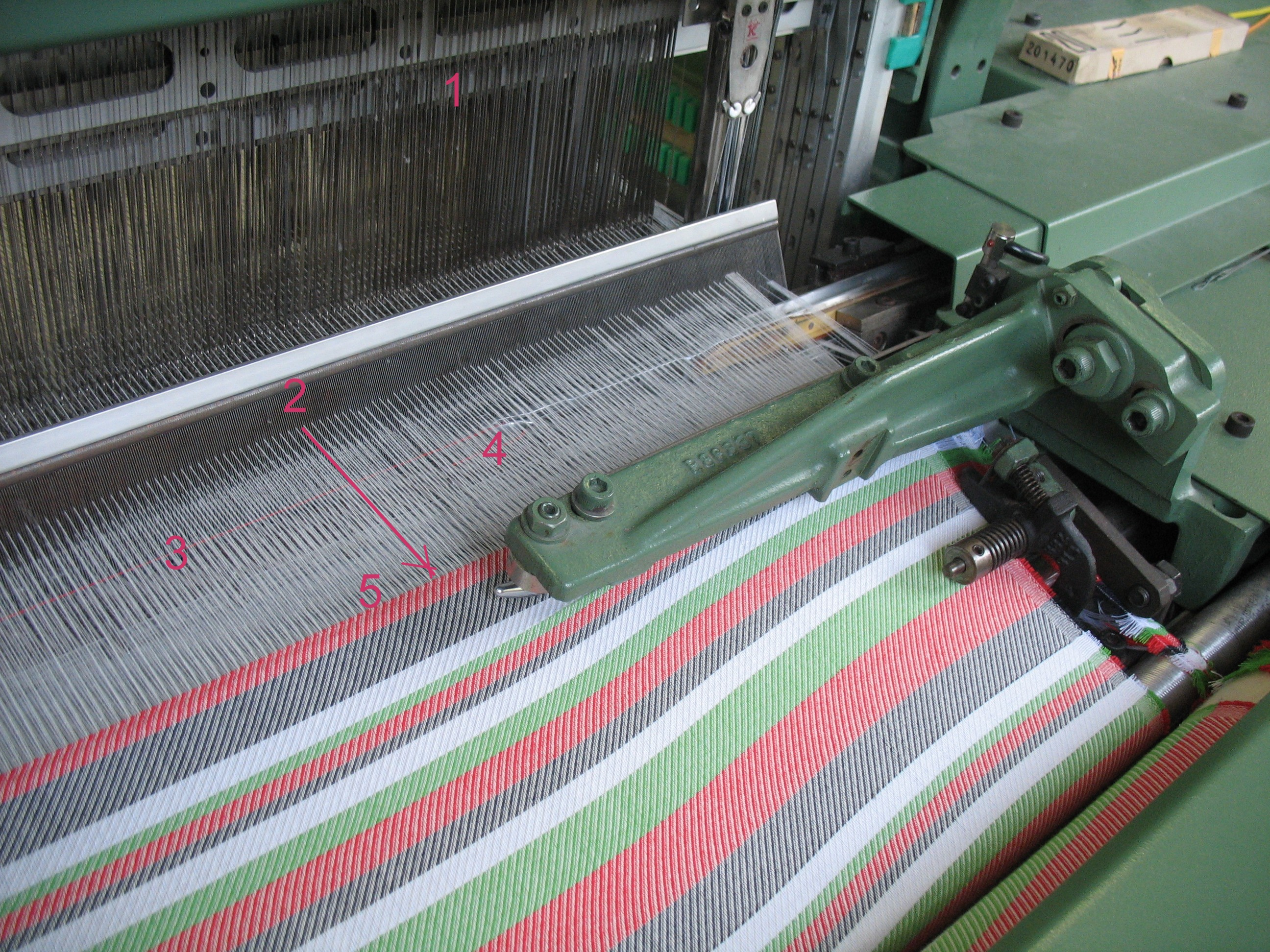
Бердо сучасного верстата (позначене цифрою 2)
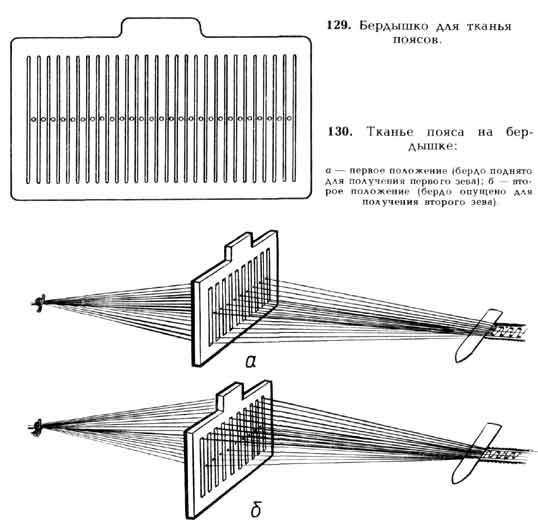
Ткання на бердечку.